# Tullio Levi-Civita
Tullio Levi-Civita FRS (Pádua, 29 de março de 1873 — Roma, 29 de dezembro de 1941) foi um matemático italiano.

## Vida

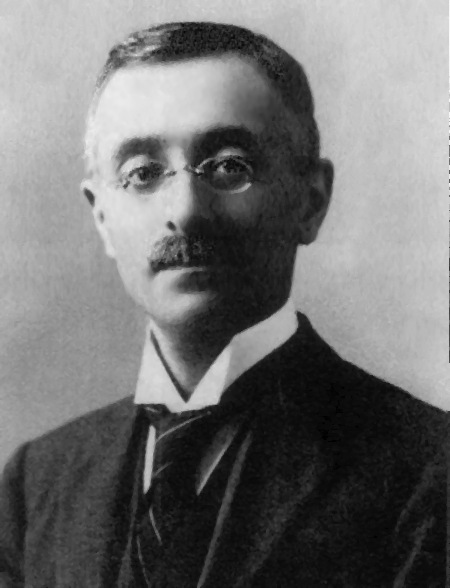
Tullio Levi-Civita

Nascido em uma família judaica italiana em Pádua, Levi-Civita era filho de Giacomo Levi-Civita, um advogado e ex-senador. Ele se formou em 1892 na Faculdade de Matemática da Universidade de Pádua. Em 1894, obteve um diploma de ensino, após o qual foi nomeado para a faculdade de ciências da escola normal de Pavia. Em 1898, foi nomeado para a Cátedra de Mecânica Racional em Pádua (vaga deixada pela morte de Ernesto Padova), onde conheceu e, em 1914, casou-se com Libera Trevisani, uma de suas alunas. Ele permaneceu em seu cargo em Pádua até 1918, quando foi nomeado para a Cátedra de Análise Superior na Universidade de Roma; dois anos depois, foi nomeado para a Cátedra de Mecânica da mesma instituição.Em 1900, ele e Gregorio Ricci-Curbastro publicaram a teoria dos tensores em Méthodes de calcul différentiel absolu et leurs applications, que Albert Einstein usou como recurso para dominar o cálculo tensorial, uma ferramenta essencial no desenvolvimento da teoria da relatividade geral. Em 1917, ele introduziu a noção de transporte paralelo na geometria riemanniana, motivado pelo desejo de simplificar o cálculo da curvatura de uma variedade riemanniana. A série de artigos de Levi-Civita sobre o problema de um campo gravitacional estático também foi discutida em sua correspondência com Einstein entre 1915 e 1917. A correspondência foi iniciada por Levi-Civita, ao identificar erros matemáticos no uso do cálculo tensorial por Einstein para explicar a teoria da relatividade. Levi-Civita arquivou meticulosamente todas as respostas de Einstein; e mesmo que Einstein não tenha guardado as de Levi-Civita, toda a correspondência pôde ser reconstruída a partir do arquivo de Levi-Civita. É evidente que, após numerosas cartas, os dois passaram a se respeitar mutuamente. Em uma das cartas, sobre o novo trabalho de Levi-Civita, Einstein escreveu: 
"Eu admiro a elegância do seu método de cálculo; deve ser agradável cavalgar por esses campos sobre o cavalo da verdadeira matemática, enquanto nós, meros mortais, temos que trilhar penosamente o caminho a pé."
Em 1933, Levi-Civita contribuiu para as equações de Paul Dirac na mecânica quântica também.
Seu livro didático sobre cálculo tensorial, The Absolute Differential Calculus (originalmente um conjunto de anotações de aula em italiano coescrito com Ricci-Curbastro), continua sendo uma das obras de referência padrão quase um século após sua primeira publicação, com diversas traduções disponíveis.
Em 1936, a convite de Einstein, Levi-Civita viajou para os Estados Unidos e viveu com ele por um ano em Princeton. No entanto, com o aumento do risco de guerra na Europa, ele retornou à Itália. As leis raciais de 1938 promulgadas pelo governo fascista italiano privaram Levi-Civita de sua cátedra e de sua filiação a todas as sociedades científicas. Isolado do mundo científico, ele faleceu em seu apartamento em Roma em 1941.
Entre seus orientandos de doutorado estavam Octav Onicescu, Attilio Palatini, Giovanni Lampariello e Gheorghe Vrânceanu.
Posteriormente, quando perguntado sobre o que mais gostava na Itália, Einstein respondeu: "espaguete e Levi-Civita."

## Publicações
Todas as suas obras matemáticas, exceto as monografias, tratados e livros didáticos, foram postumamente reunidos nos seis volumes de suas "Obras Coletadas", em uma forma tipográfica revisada que corrige os erros tipográficos e os descuidos do autor.

### Artigos
- Ricci, Gregorio; Levi-Civita, Tullio (1900), «Méthodes de calcul différentiel absolu et leurs applications» [Methods of the absolute differential calculus and their applications] (PDF), Mathematische Annalen (em francês), 54 (1–2): 125–201, JFM 31.0297.01, doi:10.1007/BF01454201.
- Levi-Civita, Tullio (1904), «Sulla integrazione della equazione di Hamilton-Jacobi per separazione di variabili» [On the integration of the Hamilton-Jacobi equation by separation of variables], Mathematische Annalen (em italiano), 59 (3): 383–397, JFM 35.0362.02, doi:10.1007/bf01445149.
- Levi-Civita, Tullio (1917), «Nozione di parallelismo in una varietà qualunque e conseguente specificazione geometrica della curvatura riemanniana» [Notion of parallelism in any variety and consequent geometric specification of the Riemannian curvature], Rendiconti del Circolo Matematico di Palermo (em italiano), 42: 173–205, JFM 46.1125.02, doi:10.1007/BF03014898.

### Livros
- Tullio Levi-Civita and Ugo Amaldi Lezioni di meccanica razionale (Bologna: N. Zanichelli, 1923)
- Tullio Levi-Civita Questioni di meccanica classica e relativistica (Bologna, N. Zanichelli, 1924)
- Tullio Levi-Civita Lezioni di calcolo differenziale assoluto (Roma: Alberto Stock Editore 1925)
  - The Absolute Differential Calculus (London & Glasgow, Blackie & Son 1927) (ed. Enrico Persico, trad. por Marjorie Long)[12]
- Tullio Levi-Civita and Enrico Persico Fondamenti di meccanica relativistica (Bologna : N. Zanichelli, 1928)
- Tullio Levi-Civita Caratteristiche dei sistemi differenziali e propagazione ondosa (Bologna, N. Zanichelli 1931)
- Tullio Levi-Civita and Ugo Amaldi Nozioni di balistica esterna (Bologna: N. Zanichelli, 1935)
- Tullio Levi Problème des N Corps en relativité générale (Gauthier-Villars, Paris, 1950, Mémorial des sciences mathématiques ISSN 0025-9187)
- Levi-Civita, Tullio (1954), Opere Matematiche. Memorie e Note [Collected mathematical works. Memoirs and notes] (PDF) (em francês e italiano), primo (1893−1900), Pubblicate a cura dell'Accademia Nazionale dei Lincei, Roma: Zanichelli Editore, pp. XXX, 564.
- Levi-Civita, Tullio (1956), Opere Matematiche. Memorie e Note [Collected mathematical works. Memoirs and notes] (PDF) (em francês e italiano), secondo (1901−1907), Pubblicate a cura dell'Accademia Nazionale dei Lincei, Roma: Zanichelli Editore, pp. VI, 636.
- Levi-Civita, Tullio (1957), Opere Matematiche. Memorie e Note [Collected mathematical works. Memoirs and notes] (PDF) (em francês e italiano), terzo (1908−1916), Pubblicate a cura dell'Accademia Nazionale dei Lincei, Roma: Zanichelli Editore, pp. VI, 600.
- Levi-Civita, Tullio (1960), Opere Matematiche. Memorie e Note [Collected mathematical works. Memoirs and notes] (PDF) (em francês e italiano), quarto (1917−1928), Pubblicate a cura dell'Accademia Nazionale dei Lincei, Roma: Zanichelli Editore, pp. VI, 608.
- Levi-Civita, Tullio (1970), Opere Matematiche. Memorie e Note [Collected mathematical works. Memoirs and notes] (em francês e italiano), quinto (1929−1937), Pubblicate a cura dell'Accademia Nazionale dei Lincei, Roma: Zanichelli Editore, pp. VI, 670.
- Levi-Civita, Tullio (1970), Opere Matematiche. Memorie e Note [Collected mathematical works. Memoirs and notes] (em francês e italiano), sesto (1938−1941), Pubblicate a cura dell'Accademia Nazionale dei Lincei, Roma: Zanichelli Editore, pp. VI, 502.
- Levi-Civita, Tullio (2007) [1895], Pamphlets, mathematics, University of Michigan, consultado em 14 de fevereiro de 2017. Uma coleção de alguns de seus artigos publicados (em sua forma tipográfica original), provavelmente uma coleção não ordenada e não corrigida de separatas.